# Newburyport, Massachusetts

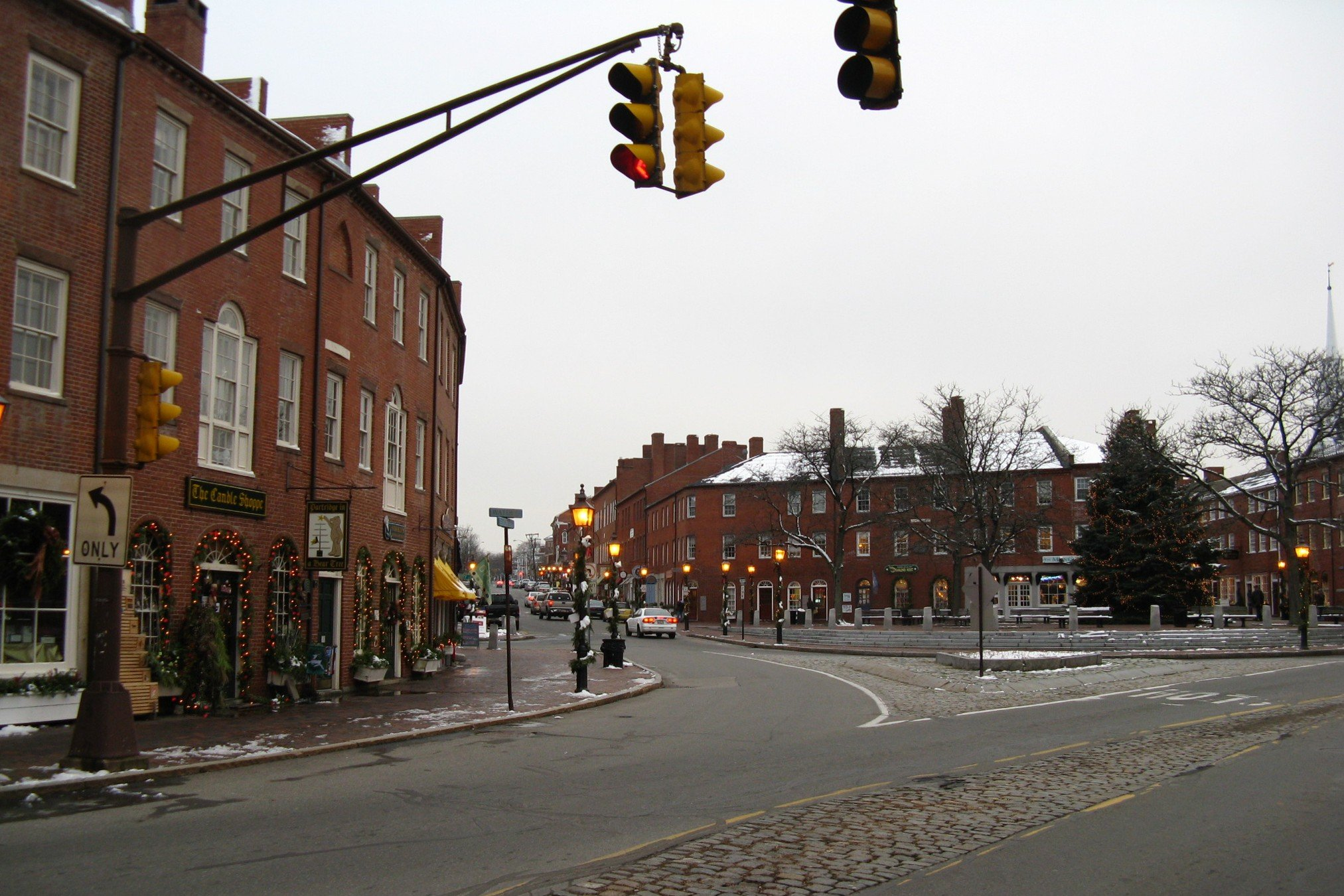

Newburyport, Massachusetts là một thành phố thuộc quận Essex trong tiểu bang thịnh vượng chung Massachusetts, Hoa Kỳ. Thành phố có tổng diện tích  km², trong đó diện tích đất là  km². Theo điều tra dân số Hoa Kỳ năm 2000, thành phố có dân số 21.189 người.
Newburyport có cự ly 35 dặm (56 km) về phía đông bắc của Boston. Là một cảng biển lịch sử với một ngành công nghiệp du lịch sôi động, Newburyport bao gồm một phần của đảo Plum. Hoạt động neo đậu tàu bè, lưu trữ mùa đông và bảo trì tàu thuyền giải trí, động cơ và cánh buồm, vẫn đóng góp một phần lớn thu nhập của thành phố. Một tạm tuần duyên giám sát hoạt động tàu bè, đặc biệt là trong các dòng thủy triều nhanh chóng của sông Merrimack.
Ở rìa của vùng đầm lầy Newbury, xác định phạm vi Newburyport về phía nam, một công viên công nghiệp cung cấp một loạt các việc làm. Newburyport nằm trên một đường cao tốc bắc-nam chính, Interstate 95. Các đường cao tốc bên ngoài vòng tròn Boston, Interstate 495, đi qua gần đó ở Amesbury. Turnpike Newburyport (Mỹ lộ 1), vẫn còn đi qua Newburyport về phía bắc theo cách của mình. Các tuyến đường sắt đi lại đến Boston kết thúc trong một nhà ga mới tại Newburyport. Boston và Maine trước đó đường sắt hàng đầu về phía bắc đã ngưng, nhưng một phần của nó đã được chuyển đổi thành một đường mòn giải trí.